# 羅馬內什蒂鄉 (博托沙尼縣)
47°44′N 27°14′E / 47.733°N 27.233°E
羅馬內什蒂鄉（羅馬尼亞語：Comuna Românești, Botoșani），是羅馬尼亞的鄉份，位於該國東北部，由博托沙尼縣負責管轄，面積39平方公里，海拔高度81米，2007年人口2,138，人口密度每平方公里54人。